# Герберт, Эдвард (ум. 1593)
Эдвард Герберт из Чербери, Шропшир, и замка Монтгомери (англ. Edward Herbert; ок. 1513 — 30 апреля 1593) — английский политик и глава семьи Герберт.

## Биография
Старший сын сэра Ричарда Герберта (? — 1539) и его второй жены Энн Герберт. Среди его братьев были Уильям и Джон Герберты, оба шерифы Монтгомери. Он женился на Элизабет Герберт, урождённой Прайс, и имел от неё четырёх сыновей, в том числе Мэтью и Ричарда Гербертов, а также как минимум трех внебрачных сыновей. Через Ричарда он был дедушкой Эдварда Герберта, 1-го барона Герберта из Чербери, солдата, дипломата, историка, поэта и религиозного философа, и Джорджа Герберта, известного поэта-метафизика и священника. По линии своего отца он был внуком валлийского рыцаря Ричарда Герберта из Колдбрука.
Унаследовав в 1539 году имение отца, он до поступления на военную службу жил «весело и дорого» при королевском дворе. В 1549 году он служил под командованием своего двоюродного брата, сэра Уильяма Герберта, при подавлении восстания молитвенников, а в 1554 году — восстания Уайатта. В 1557 году он командовал отрядом из 500 солдат в битве при Сен-Квентине.
Он был членом (депутатом) парламента Англии от Монтгомеришира в марте 1553, октябре 1553, апреле 1554, ноябре 1554, 1558, 1559, 1563, 1571 и 1589 годах — то есть в каждом парламенте, за исключением парламента 1555 года, после того как он был отсутствовал на предыдущем заседании, когда оно было созвано, вместе со 100 другими членами, в результате чего он был оштрафован на 53 шиллинга. Ещё в 1585 году он считался сторонником Марии Стюарт, королевы Шотландии.
Он построил себе особняк, названный Ллис-Мор по-валлийски и Блэкхолл по-английски, который при его жизни славился своим гостеприимством; его внук Эдвард записал, что "в то время в стране, когда они видели, как поднимается птица, это была обычная поговорка: «Лети, куда хочешь, ты зажжешь в Блэк-холле». Семья Гербертов не так давно обосновалась в Монтгомери при его жизни; к моменту его смерти это, несомненно, была самая богатая и влиятельная семья в округе, и она останется таковой на протяжении нескольких поколений.